# Meerdaalwoud, Heverleebos en Egenhovenbos

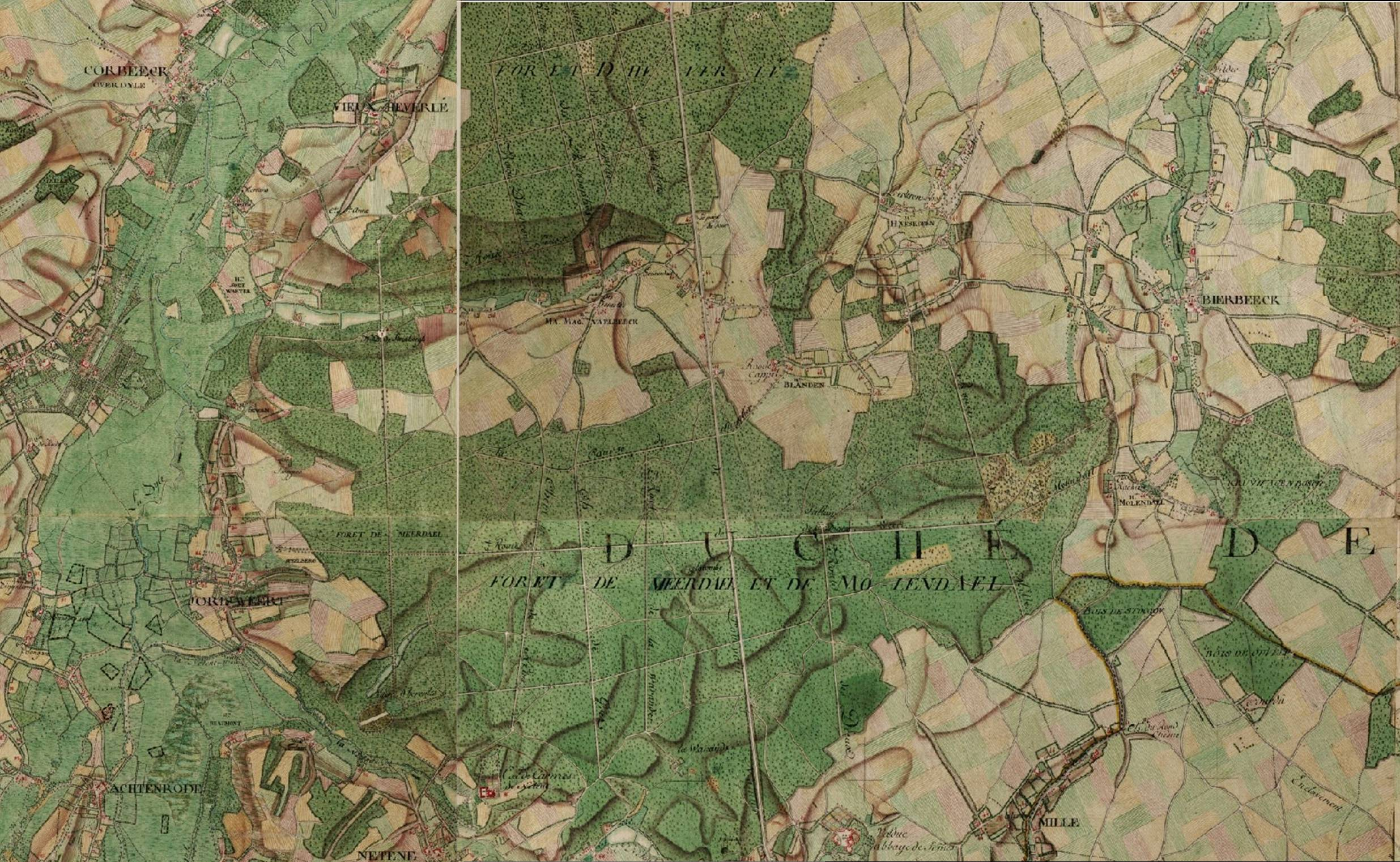
Meerdaalwoud en Heverleebos op Ferrariskaart in 1775

Het Meerdaalwoud, Heverleebos en Egenhovenbos is een openbaar bosdomein, grotendeels gelegen in de provincie Vlaams-Brabant, op het grondgebied van de gemeenten Bertem, Bierbeek, Leuven en Oud-Heverlee. Een klein gedeelte aan de zuidkant bevindt zich op het grondgebied van de Waals-Brabantse gemeenten Bevekom (Hamme-Mille) en Graven (Nethen). Sinds 2023 maakt het bos deel uit van het Nationaal Park Brabantse Wouden.
Het openbaar domein is in totaal 2.071 hectare groot, verdeeld over het Meerdaalwoud (1.351 hectare), het Heverleebos (609 hectare, inclusief arboretum), het Egenhovenbos (52 hectare) en "verbindingsgebied" (59 hectare). Het bosgebied is Europees beschermd als onderdeel van het Natura 2000-gebied 'Valleien van de Dijle, Laan en IJse met aangrenzende bos- en moerasgebieden' (BE2400011).

De meest voorkomende boomsoorten volgens grondvlak zijn: Beuk (29,70%), Grove den (16,59%), inlandse Eik (11,94%), Amerikaanse eik (10,37%) en Corsicaanse den (7,71%). Gemengd inheems loofhout neemt 8,73 % van het grondvlak van het bosdomein in (situatie in 2007).
Tussen de zuidwestelijke tip van het Heverleebos en het noordwestelijke uiteinde van het Meerdaaldaalwoud bevindt zich een waterrijk gebied dat veel dagjesmensen aantrekt: de Zoete Waters. Hier bevindt zich ook de Minnebron, die gecontroleerd drinkbaar water verschaft. Bekende bronnen in andere delen het boscomplex zijn: de Hertebron en de Borrebron.
Voor onze tijdrekening behoorden het Heverleebos, Meerdaalwoud en Egenhovenbos tot het zogenaamde Kolenwoud, dat ooit Midden-België zou hebben bedekt. Ze vormen echter geen echt overblijfsel daarvan, door meerdere periodes van ontginning en ontbossing, bijvoorbeeld in de Romeinse en middeleeuwse periodes. Zo dateren de typische rechte lanen met kathedraalbeuken pas uit de 18de eeuw (hertogen Arenberg). 

## Meerdaalbos

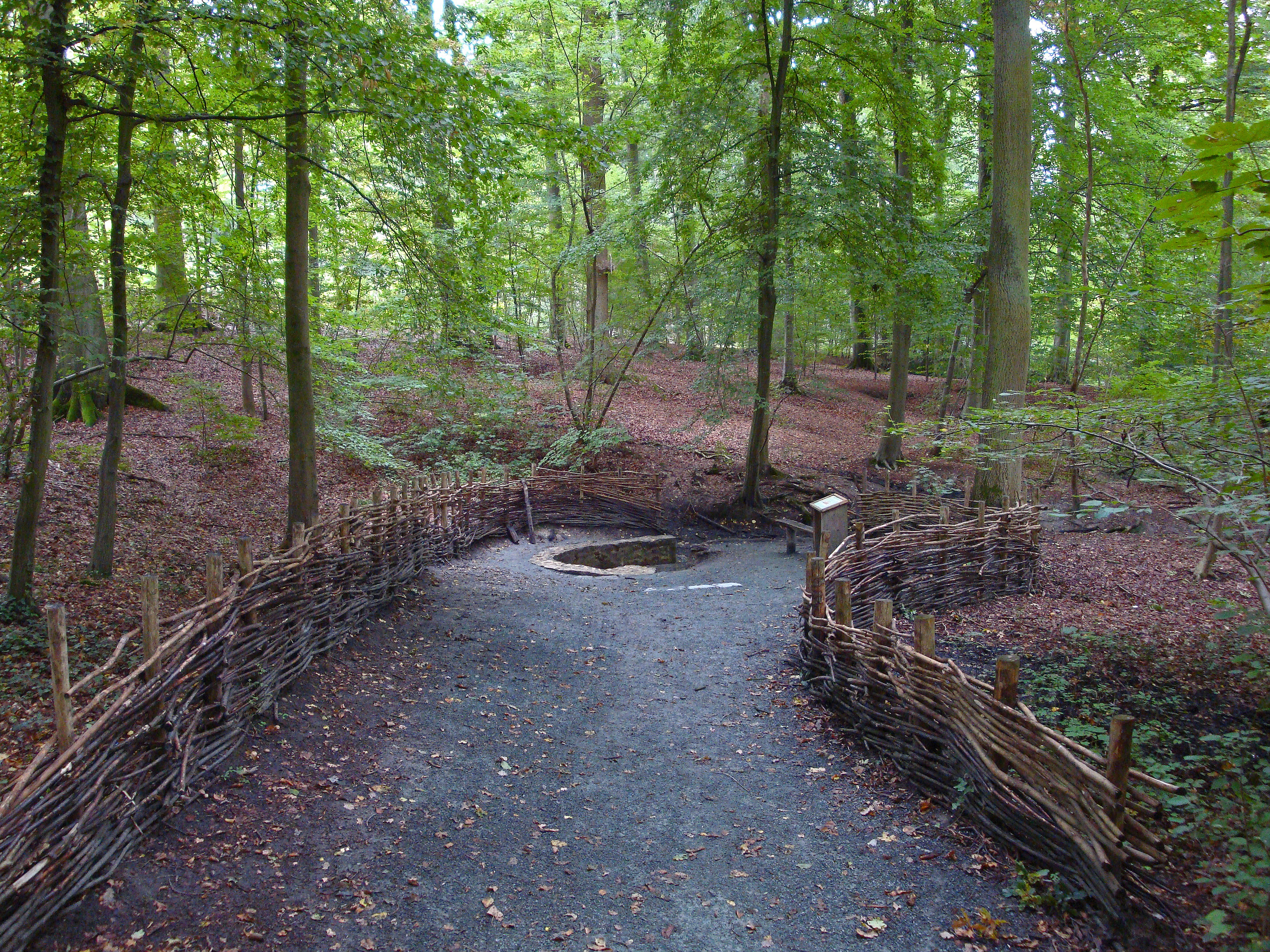
Minnebron nabij de Zoete Waters